# Ilex liebmannii
Ilex liebmannii är en järneksväxtart som beskrevs av Standley. Ilex liebmannii ingår i släktet järnekar, och familjen järneksväxter. Inga underarter finns listade i Catalogue of Life.